# Лайош Леви
Лайош Леви (на унгарски: Lévy Lajos) е унгарски лекар-гастроентеролог и психоаналитик.

## Биография
Роден е на 1 октомври 1875 година в Будапеща, Австро-Унгария, в семейството на Бернард Леви и Мина Клайнман. Започва да учи медицина в Будапеща, Виена и Тюбинген. След като завършва практикува няколко години в Хайделберг.
Леви е един от петимата основатели на Унгарското психоаналитично общество (под името Психоаналитично общество на Будапеща) заедно с Шандор Ференци, Шандор Радо, Ищван Холос и Хуго Вайделсберг. Също така е личен лекар на Ференци и е анализиран от него. Омъжва се за Ката Леви, сестра на Антон фон Фройнд, близък приятел на Фройд. След Унгарската революция от 1956 г. двамата заминават за Великобритания. Там жена му започва работа в клиниката Хампстед (днес център „Ана Фройд“) на Ана Фройд, а той става член на Британското психоаналитично общество.
Умира на 7 април 1961 година в Лондон на 85-годишна възраст.